# منيرو رواني بور
مونيرو رواني بور (بالفارسية: منیرو روانی‌پور) ( 1952 بوشهر، إيران ) كاتبة إيرانية. صاحبة أشهر عشرة عناوين لأعمال تم نشرها في إيران، بما فيها مجموعتان من القصص القصيرة. تتسم أعمالها بدمج الواقع والأساطير والخرافات، وكانت غالبًا ما تستقي أفكارها من القرية الصغيرة النائية في جنوب إيران حيث ولدت. تكتب ضمن محررين نادي القلم الدولي، ويشيد الكثير من النقاد بدورها في معالجة الموضوعات المعقدة للتقاليد والحداثة، واخراج العناصر بكامل التناقضات دون المثالية. كانت منيرو من بين سبعة عشر ناشطًا يواجهون المحاكمة في إيران لمشاركتهم في مؤتمر برلين عام 2000؛ بتهمة المشاركة في بروباغندا ضد إيران. تم تجريد نسخ من أعمالها الحالية مؤخرًا من رفوف المكتبات في إيران في إجراء اتخذته الشرطة في جميع أنحاء البلاد. جدير بالذكر أن منيرو شغلت سابقًا منصب الزمالة في مشروع الكتابة بجامعة براون الدولية.

## النشأة
عاشت مونيرو طفولتها في مدينةِ بوشهر جنوب إيران حتى سن السابعة عشرة، ثم انتقلت إلى شيراز لتتلقى تعليمها في مدرسة بهلوي الخاصة الثانوية. في المرحلة الجامعية التحقت بجامعة شيراز بهلوي عام 1972 ودرست الكيمياء ثم غيرت التخصص لتحصل على شهادة في علم النفس.بدأ اهتمامها بمجال المسرح منذ تواجدها في بوشهر وانضمت إلى جمعية بوشهر المسرحية والأدبية.

## ما بعد الثورة
في سنوات ما بعد الثورة الإيرانية شاركت منيرو في الأنشطة السياسية وحُظر عليها إكمال تعليمها. خلال هذه السنوات؛ تم إعدام شقيقها وتم منع جميع أخواتها من التعليم في المدارس الابتدائية والثانوية، وحُكم على إحدى شقيقاتها وزوجها بالإعدام ولكنها هربت من إيران، وتم القبض على أحد أشقاء زوجها عدة مرات. لمدة عقدٍ من الزمان لم يكن لديها مكانُ إقامةٍ مستقر بسبب الاعتقالات المتكررة. كتبت أول مجموعة قصصية قصيرة لها في عام 1977 باسم العصفور و السيد الرئيس، وتم منعها على الفور من النشر وجمعها من الرفوف. بعد مهاجمة منزل عائلتها ونهبه في بوشهر، انتقلوا إلى شيراز، ثم انتقلت منيرو إلى طهران واستخدمت هويةً واسمًا مزيفًا، وعملت عاملةً في مصنع داروباخش. بعد الكشف عن هويتها الحقيقية عملت لمدة ستة أشهر أخرى في مصنع أميدي. في وقت لاحق عملت أيضًا بهوية مزيفة كممرضة في مستشفى خاص. في عام 1983 عادت مونيرو إلى شيراز لزيارة والديها وتم القبض عليها في الشارع حين كان النظام يقوم باعتقال عشوائي للمواطنين. خلال أيام السجن قررت أن تصبح كاتبة ذات شهرة كبيرة ونجاح عندما تخرج على خلاف أغلب من يُعتقل ويقتل.

## مهنة الكتابة
عاودت مونيرو العمل ككاتبة مرة أخرى عام 1965، وكتبت أعمالاً أدبية للأطفال ومسرحيات تلفزيونية.بعد مرور عام على الحرب العراقية الإيرانية ذهبت إلى حدود مدينة خانقين لكتابة رواية عن الحرب باستخدام هوية أم أحد الشهداء.بعد عام 1988 نشرت مونيرو أعمالها باستخدام اسمها الحقيقي وفي عام 1994 دعيت لأول مرة إلى منظمة دراسات المرأة في فيينا. في وقتٍ لاحق تمت دعوتها لإلقاء خطب في 21 دولة، ثم تمت دعوتها من قبل: معهد جوته المركز الأدبي في بودروم، ومعرض جوتنبرج في السويد، ومؤسسة هاينريش بول في ألمانيا، فرنسا، والولايات المتحدة.